# 連健夫
連 健夫（むらじ たけお、1956年 - ）は、日本の建築家。一級建築士・まちづくりコンサルタント。芝浦工業大学、早稲田大学非常勤講師。(一社)日本建築まちづくり適正支援機構代表理事。息子は建築家の連勇太朗。

## 経歴
京都府立洛北高等学校、多摩美術大学美術学部建築科（現：環境デザイン学科）卒業。東京都立大学大学院修了後、建設会社に勤務、10年間、建築設計実務に携わる。
1991年に渡英、ロンドンにあるAAスクールに入学、大学院優等学位取得の後、同校助手、東ロンドン大学非常勤講師、在英国日本国大使館嘱託を経て96年に帰国、有限会社連健夫建築研究室・一級建築士事務所を設立する。(「心と対話する建築・家」参照)「心と対話する建築」を目指しコラージュを用いた参加の設計等、施主とのコミュニケーションを大切にした設計活動を行なっている。また、港区登録まちづくりコンサルタントとして赤坂通りまちづくりの会や六本木三丁目東地区のまちづくりに関わっている。復興支援としては、いわき市豊間敷地区に関わっている。
1994-1996年AAスクール助手｡(セドリック・プライスDip12A,Grad School）1994-1995年東ロンドン大学非常勤講師｡(Diploma Course)1996-2004年日本建築専門学校非常勤講師。1996年-1999年多摩美術大学非常勤講師。1996年-1998年東京都立大学非常勤講師。1997年-1999年東京電機大学非常勤講師。2001年-2004年明治大学兼任講師。2001年-2009年ルーテル学院大学非常勤講師。2013年-2017年首都大学東京非常勤講師。2008年-首都大学東京オープンユニバーシティー講師。2013年-早稲田大学非常勤講師。2015年-芝浦工業大学非常勤講師。

## 資格
- 登録建築家
- 一級建築士
- 1級建築施工管理技士
- インテリアコーディネーター
- 認定まちづくり適正建築士
- 既存住宅状況調査技術者
- ADR調停人
- シニアライフ環境アドバイザー

## 会員等
- 日本建築まちづくり適正支援機構代表理事
- 日本建築学会会員
- 日本建築家協会フェロー会員
- 日本建築士会会員
- AAスクール会員(ロンドン)
- 日本建築家協会･建築まちづくり委員会委員長
- 日本建築学会情報設計小委員会委員
- 港区景観アドバイザー
- 港区まちづくりコンサルタント
- 港区建替え・改修支援コンサルタント

## 受賞歴
- 2005年 栃木県建築景観賞(はくおう幼稚園おもちゃライブラリー)
- 2005年 芦原義信奨励賞(はくおう幼稚園おもちゃライブラリー)
- 2006年 こども環境学会デザイン奨励賞(はくおう幼稚園おもちゃライブラリー)
- 2006年 日本建築家協会優秀建築選(はくおう幼稚園おもちゃライブラリー)
- 2007年 提案論文、最優秀賞（兵庫県）「信頼される建築とは何か」
- 2008年 日本建築家協会優秀建築選(ルーテル学院大学新校舎)
- 2014年 環境未来住宅コンペティションin東松島 最優秀賞(井の字型ハウス)
- 2015年 建築学会2015年建築デザイン発表会[テーマ部門]【大きな家】発表賞(荻窪家族レジデンス)
- 2016年 JIA関東甲信越 地域に根ざす建築作品・活動カタログ2016 大会奨励賞(荻窪家族レジデンス)
- 2016年 グッドデザイン賞(荻窪家族レジデンス)
- 2019年 フェーズフリー住宅デザインコンペ2019 フェーズフリー住宅賞(田園都市生活シェアハウス)
- 2023年 日本工学教育協会工学教育賞(JCAABE建築系まちづくりファシリテーター養成講座)
- 2024年 日本建築学会教育賞(JCAABE建築系まちづくりファシリテーター養成講座)

## 著書
- 「心と対話する建築・家」(技報堂出版)
- 「イギリス色の街」(技報堂出版)
- 「建築系のためのまちづくり入門」(共著、学芸出版社)
- 「CAIハンドブック」（共著、フジテクノシステム)
- 「子供の空間、幼稚園・小学校」（共著、彰国社)
- 「学校の多目的スペース」（共著、彰国社)
- 「学校建築海外事例集」（共著、彰国社)
- 「高齢者施設の個室ケアマニュアル」（共著、中央法規出版)
- 「through the floating worlds」（共著、AA asia)
- 「Contemporary Vernacular Conceptions＋Perceptions」（共著、AA asia)
- 「対話による建築まち育て」(共著、学芸出版社)
- 「ASIAN ALTERITY」（共著、World Scientific Publishing Co.Pte.Ltd.）
- 「建築設計のための行く/見る/測る/考える」(共著、鹿島出版会)
- 「フィールドワークの実践　建築デザインの変革をめざして」(共著、朝倉書店)
- 「3.11とグローカルデザイン」(共著、鹿島出版会)
- 「荻窪家族プロジェクト物語」（共著、萬書房)